# Gottfried Reinhold Treviranus
Gottfried Reinhold Treviranus (Brema, 4 febbraio 1776 – Brema, 16 febbraio 1837) è stato un naturalista tedesco.
Era fratello del naturalista Ludolph Christian Treviranus. Dopo essersi laureato in medicina a Gottinga, divenne professore di medicina e matematica al Bremen Lyceum. 
Treviranus propose la teoria della trasmutazione delle specie, una teoria evolutiva precedente a quella proposta da Charles Darwin. Riportò le sue idee nel testo Biologie; oder die Philosophie der lebenden Natur, pubblicato nel 1802, lo stesso anno in cui Jean-Baptiste Lamarck propose le sue idee sull'evoluzione, peraltro molto simili a quelle di Treviranus.
È considerato, insieme allo stesso Lamarck, il coniatore del termine biologia.